# Fontevivo
Fontevivo är en ort och kommun i provinsen Parma i regionen Emilia-Romagna i Italien. Kommunen hade 5 641 invånare (2018).